# John Oliver
John William Oliver (Birmingham, 23 aprile 1977) è un comico e attore britannico naturalizzato statunitense, molto conosciuto negli Stati Uniti per le sue partecipazioni al The Daily Show, per il podcast satirico The Bugle e per il John Oliver's New York Stand-Up Show trasmesso da Comedy Central.
Oliver ha lasciato il The Daily Show alla fine del 2013 e dal 27 aprile 2014 conduce il Last Week Tonight with John Oliver per HBO. Nel Regno Unito è noto soprattutto per le sue apparizioni come concorrente in Mock the Week. Ha impersonato il personaggio ricorrente del Professor Ian Duncan nella serie televisiva Community. Molto numerose sono le sue collaborazioni con Andy Zaltzman, che includono trasmissioni satiriche radiofoniche e via podcast quali Political Animal, The Department e The Bugle.

## Biografia

### Primi anni
Oliver è nato a Erdington, sobborgo di Birmingham. Ha studiato a Bedford, alla Mark Rutherford School. I suoi genitori erano insegnanti, originari di Liverpool. Alla metà degli anni novanta Oliver era membro dei Footlights, la compagnia teatrale gestita dagli studenti dell'Università di Cambridge, con David Mitchell e Richard Ayoade. Nel 1997 ne divenne vicepresidente. Nel 1998 si è laureato presso il Christ's College, dove ha studiato Inglese.

### Carriera

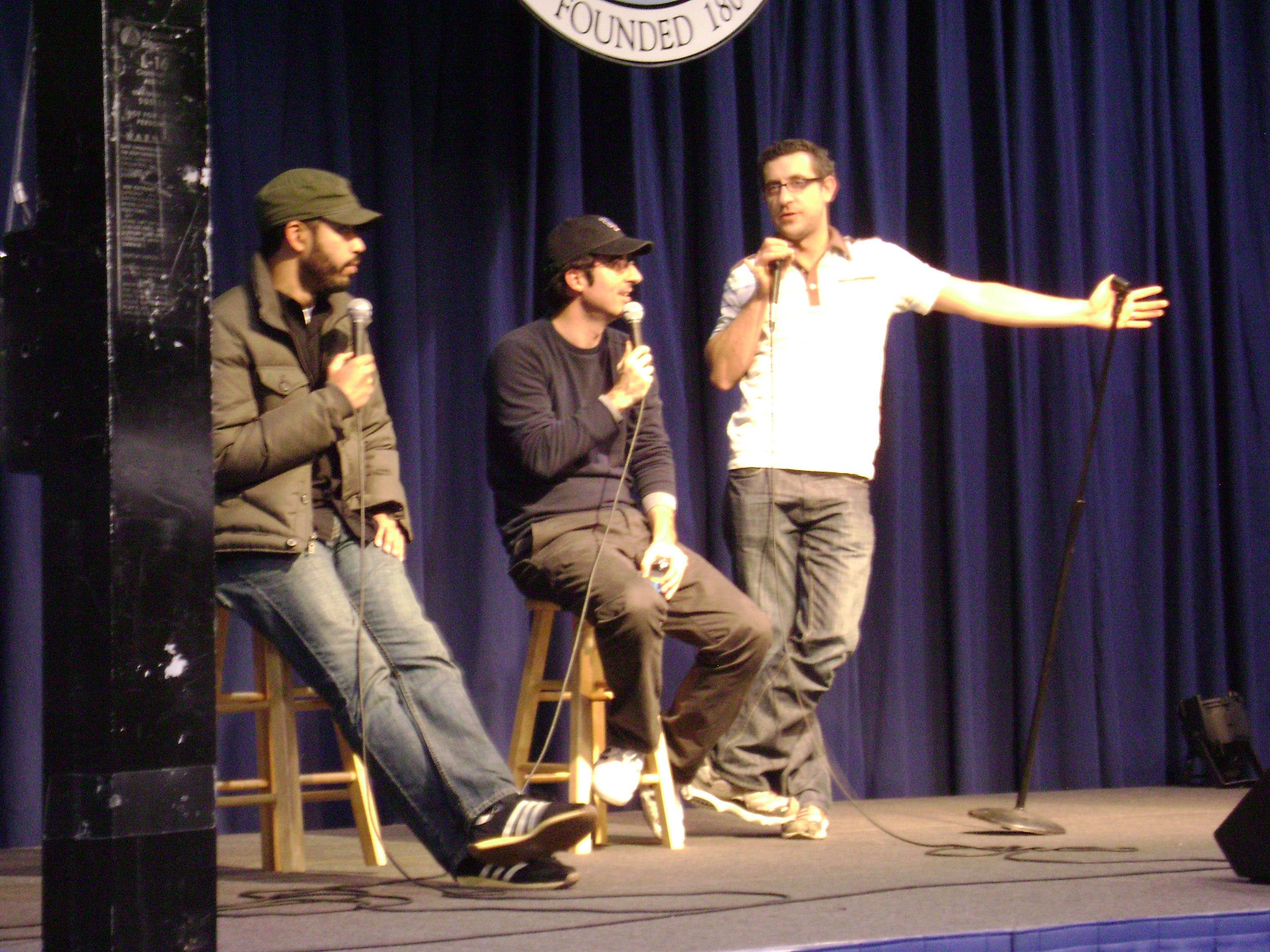
Wyatt Cenac, John Oliver e Rory Albanese al termine della loro esibizione al Moravian College di Bethlehem nell'aprile del 2009.

La carriera di John Oliver ha inizio come attore comico in teatro, spesso in stand-up comedy. Nel 2001 partecipa all'Edinburgh Fringe Festival nel 2001 nella sezione The Comedy Zone, una vetrina per nuove opere, dove recitò il ruolo di un "giornalista untuoso". All'edizione dell'anno seguente del festival, invece, recitò in solitario, esperienza che ripeté nel 2003. Nelle edizioni del 2004 e del 2005 dell'Edinburgh Fringe, collaborò con Andy Zaltzman in un duo comico. Insieme, i due presentarono anche il programma radiofonico di politica Political Animal.
Oliver ha recitato ruoli minori in alcune puntate di serie televisive tra il 2001 e il 2005, quando collabora con il programma satirico The Comic Side of 7 Days, in onda su BBC Three, nel quale sono commentati gli eventi avvenuti nella settimana precedente. Nello stesso anno ha inizio la sua partecipazione, che è proseguita anche nel 2006, al gioco televisivo Mock the Week - anch'esso in chiave satirica - del quale Oliver fu un ospite assiduo.
Nel 2006 ha inizio anche la sua partecipazione nel The Daily Show with Jon Stewart (che si sarebbe conclusa nel 2013), in onda sulla statunitense Comedy Central. Oliver era stato segnalato da Ricky Gervais, che conosceva il suo lavoro, sebbene non l'avesse conosciuto. Alla sua prima esperienza negli Stati Uniti, Oliver si trasferì a New York, dove iniziò a recitare anche stand-up comedies in piccoli locali. Successivamente, raggiunse una certa notorietà e recitò spettacoli di rilievo in sedi più importanti. Nell'ottobre del 2007, riprende la collaborazione con Andy Zaltzman, col quale conduce The Bugle - una commedia satirica diffusa via podcast.
Negli anni seguenti incrementa la sua collaborazione con Comedy Central partecipando al varietà comico Important Things with Demetri Martin (nel 2009) e alla serie televisiva Community, nella quale interpreta il personaggio ricorrente del Dr. Ian Duncan tra il 2009 e il 2011 e di nuovo nel 2014. Dal 2010 conduce il John Oliver's New York Stand-Up Show (nel 2014 alla quarta edizione).
Prosegue intanto la sua partecipazione al The Daily Show, che conduce per otto settimane nel 2013, in sostituzione di John Stewart, impegnato nella regia del film Rosewater.
 Oliver riceve critiche positive, con alcuni che suggeriscono che dovrebbe sostituire Stewart alla conduzione del The Daily Show oppure che gli andrebbe affidato un proprio show. Il successo ottenuto porta la CBS a valutare di sostituire Craig Ferguson con Oliver alla conduzione del The Late Late Show with Craig Ferguson, mentre sarà poi la HBO ad assegnarli il riempimento della propria fascia notturna, con il Last Week Tonight with John Oliver, un programma avviato il 27 aprile 2014 e con un contratto che prevede una collaborazione con la rete televisiva per almeno due anni.

### Successo

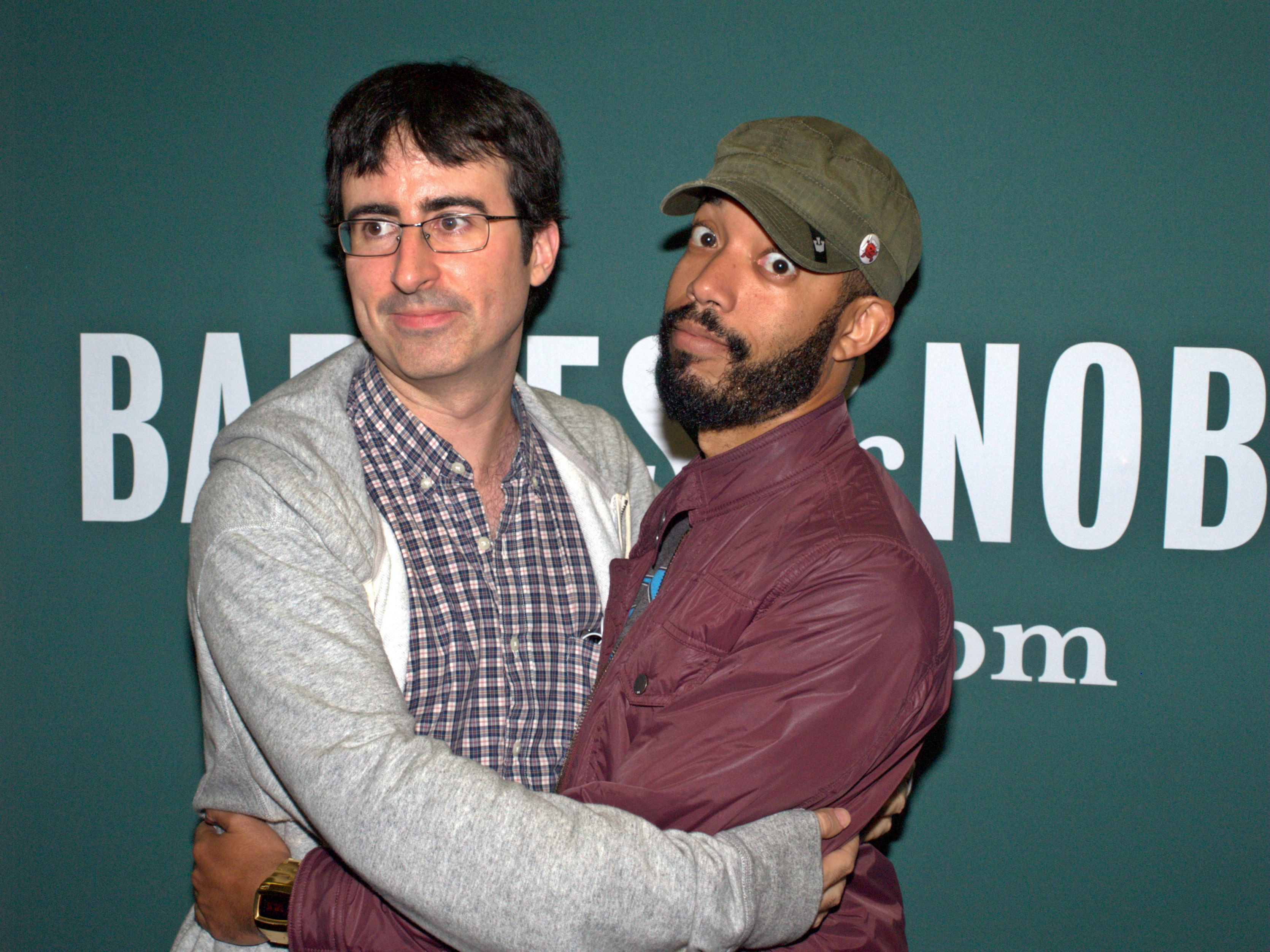
Oliver e Wyatt Cenac al lancio del libro Earth (The Book) nel 2010.

Nello spiegare il suo successo, Edward Helmore ha descritto John Oliver su The Guardian come: «Il suo stile tende verso il genere che agli americani piace di più degli Inglesi - esagerato, pieno di accenti strani e manierismi, sul tenore dei Monty Python».

### Vita privata
A partire dal 2010 John Oliver vive a New York con la moglie Kate Norley, veterana che ha servito nella Guerra in Iraq come medico dell'esercito statunitense. La sua condizione di immigrato negli Stati Uniti ha posto alcune limitazioni alle sue possibilità di lavoro, ma ha altresì fornito diversi spunti comici e materiale per i suoi spettacoli, permettendogli di sorridere sull'opacità e talvolta assurdità del processo per l'ottenimento della cittadinanza o dei permessi di soggiorno negli Stati Uniti. Il 13 dicembre 2019 Oliver è diventato definitivamente cittadino statunitense.
Grande tifoso del Liverpool, è stato spesso intervistato dai canali social dei Reds in occasione delle tournée estive della squadra negli USA. In seguito al suo trasferimento negli Stati Uniti è diventato tifoso della squadra di baseball dei New York Mets, dicendo che tifare per i rivali Yankees sarebbe stato "moralmente sbagliato".

## Filmografia

### Film
- Love Guru (2008)
- I Puffi (2011, voce)
- I Puffi 2 (2013, voce)
- Il re leone (2019, voce)

### Televisione
- Bleak House (serie televisiva, 1985), 1 episodio
- People Like Us (serie televisiva, 2001), 1 episodio
- My Hero (serie televisiva, 2001), 1 episodio
- Gash (serie televisiva, 2003), 1 episodio
- Green Wing (serie televisiva, 2004), 1 episodio
- The Comic Side of 7 Days (programma satirico, 2005), 6 puntate
- Mock the Week (programma televisivo, 2005-2006), 7 puntate
- The Daily Show (programma televisivo, 2006-2013), 388 puntate
- Terrifying Times (2008)
- Important Things with Demetri Martin (varietà comico, 2009), 2 episodi
- Community (serie televisiva, 2009-2011, 2014), 18 episodi
- John Oliver's New York Stand-Up Show (stand-up comedy, 2010-), 26 episodi
- Gravity Falls (2012, voce), 1 episodio
- Randy - Un Ninja in classe (2012-, voce), 4 episodi
- Rick and Morty (2013, voce), 1 episodio
- Last Week Tonight with John Oliver (talk show serale, 2014), di cui è conduttore, autore e produttore esecutivo, 285 episodi
- I Simpson (2014, voce) 1 episodio

## Doppiatori italiani
- Edoardo Stoppacciaro in Love Guru
- Luca Semeraro in Community

Da doppiatore è sostituito da:
- Edoardo Stoppacciaro ne I Puffi, I Puffi 2
- Sergio Di Giulio in Rick and Morty
- Fabrizio Frizzi ne I Simpson
- Francesco Facchinetti in Wonder Park
- Emiliano Coltorti ne Il re leone (film 2019)